# 羽幌警察署
羽幌警察署（はぼろけいさつしょ、英語：Haboro Police Stations，Asahikawa Area，Hokkaido）は、北海道留萌地方の中部に位置する、北海道警察旭川方面本部が管轄する警察署の一つである。

## 管轄区域
- 苫前郡
  - 羽幌町、苫前町および初山別村 ‐ 留萌振興局管内

羽幌町の離島である天売島および焼尻島の2島も管轄している。

## 所在地
- 北海道苫前郡羽幌町南4条4丁目13

## 沿革
- 1887年（明治20年）5月 - 増毛警察署に苫前分署を設置（羽幌村を管轄）
- 1895年（明治28年）4月 - 巡査駐在所を羽幌村に新設
- 1896年（明治29年）2月 - 巡査駐在所が巡査部長派出所に改編
- 1899年（明治32年）8月 - 増毛警察署に羽幌分署を設置
- 1900年（明治33年）2月 - 増毛警察署苫前分署を廃止
- 1926年（大正15年）7月 - 増毛警察署羽幌分署を羽幌警察署に改編
- 1948年（昭和23年）3月 - 自治体警察の羽幌警察署（羽幌町を管轄）と国家地方警察の羽幌地区警察署（周辺他町村を管轄）に分離再編
- 1951年（昭和26年）10月 - 羽幌警察署（自治体警察）が廃止されて、羽幌地区警察署（国家地方警察）に統合
- 1954年（昭和29年）7月 - 羽幌地区警察署は北海道警察に統合されて、北海道旭川方面羽幌警察署に改称設置

## 組織
- 署長 - 副署長兼警務課長
- 警務課（警務係、犯罪被害者支援係、相談係、管理係）
- 会計係
- 刑事・生活安全課（生活安全係 、刑事係）
- 地域・交通課（地域係、交通係）
- 警備係

## 駐在所・交番および所在地

### 羽幌町
- 北大通交番（北大通2-7）
- 天売駐在所（大字天売字和浦109／天売島）
- 焼尻駐在所（大字焼尻字東浜182／焼尻島）

### 苫前町
- 苫前駐在所（字苫前236-2）
- 古丹別駐在所（字古丹別255-1）

### 初山別村
- 初山別駐在所（字初山別105-1）

廃止された駐在所
- 築別駐在所、築別炭砿派出所、羽幌砿駐在所、上羽幌駐在所（羽幌町）
  - 羽幌炭砿の閉山に伴い、上羽幌は1971年2月末、築別炭砿、羽幌砿は1971年5月13日に廃止された[3]。
- 力昼駐在所（苫前町）
- 有明駐在所、豊岬駐在所（初山別村）

## その他
フジテレビ系のスペシャルドラマ「白線流し～19の春」の中で、日本海オロロンラインしょさんべつ天文台に勤務していた長瀬智也演じる大河内渉が、上司の家での祝いの席でトラブルを止めようとして相手にけがを負わせてしまう事件を起こし、翌日に上司に付き添われて羽幌警察署（旧庁舎）から出てくるシーンが、署名が縦書きの木製銘板のアップから始まり屋外から署内に入ろうとする警察官と会釈を交わすまでが映っている。